# 松永泰行
松永 泰行（まつなが やすゆき、1963年8月- ）は、日本の政治学者。東京外国語大学総合国際学研究院（国際社会部門・国際研究系）教授。学位は、博士（政治学）（ニューヨーク大学）。専門は、国際政治学、比較政治学、イランを中心とした西アジア地域研究。福岡県福岡市生まれ。

## 学歴
- 1982年 久留米大学附設高校卒業
- 1987年 東京大学文学部イスラム学専修課程卒業
- 1988年 東京大学大学院人文科学研究科中途退学
- 1994年 サウスカロライナ大学政治・国際学科大学院修士課程修了
- 2006年 ニューヨーク大学政治学科大学院博士課程修了、Ph.D. in Political Science (New York University)[1]

## 職歴
- 1997年 - 1999年 在イラン日本大使館 専門調査員
- 2000年 - 2003年 日本大学国際関係学部 講師
- 2003年 - 2004年 日本大学国際関係学部 助教授
- 2004年 - 2008年 同志社大学一神教学際研究センター 客員フェロー
- 2008年 - 2009年 東京外国語大学大学院地域文化研究科 准教授
- 2009年 - 2013年 東京外国語大学総合国際学研究院 准教授（大学院重点化による所属変更）
- 2013年 - 現在 同 教授

## 研究業績
- 「『イラン危機』は誰にとってのどのような危機か―通時的関係性の錯綜と境界―」、松永泰行（編）『「境界」に現れる危機』岩波書店（グローバル関係学 2）、2021年、87-108.
- 松永泰行「トランプ政権とイラン核合意の行方 : 米国単独離脱とその影響 (中東の新たな課題)」『国際問題』第671号、日本国際問題研究所、2018年5月、5-16頁、ISSN 0452-3377、NAID 40021602490。
- 「イランにおける制度的弾圧と一般国民―抑圧的体制下の争議政治としての競合的選挙―」、酒井啓子（編）『途上国における軍・政治権力・市民社会』晃洋書房、2016年、262-279.
- 「革命後イランにおける「ナショナル・アイデンティティ」―イラン・ネイションの「イスラーム革命」」、酒井啓子・臼杵陽（編）『イスラーム地域の国家とナショナリズム』東京大学出版会、2005年、105-124.
- 「イランの地方行政制度と新州設立をめぐる政治プロセスの動態」、伊能武次・松本弘（編）『現代中東の国家と地方（II）』日本国際問題研究所、2003年、27-52.
- 松永泰行「ホメイニー師以後のヴェラーヤテ・ファギーフ論の発展とそれを巡る論争」『オリエント』第42巻第2号、日本オリエント学会、1999年、61-79頁、doi:10.5356/jorient.42.2_61、ISSN 0030-5219、NAID 130000841579。
- 松永泰行「アッラーマ・マジュリスィー記念学会に見るシーア派イスラーム研究の動態」『オリエント』第43巻第1号、日本オリエント学会、2000年、186-190頁、doi:10.5356/jorient.43.186、ISSN 0030-5219、NAID 130000841601。
- 松永泰行「イスラーム政体における「統治の正当性」の問題に関する現代イラン的展開」『オリエント』第44巻第2号、2001年、87-103頁、doi:10.5356/jorient.44.2_87、ISSN 0030-5219、NAID 110000131649。
- 松永泰行「イスラーム体制下における宗教と政党」『日本比較政治学会年報』第4巻、日本比較政治学会、2002年、67-95頁、doi:10.11193/hikakuseiji1999.4.67、NAID 130004255271。
- 松永泰行「試される「デモクラシー」―イラン・イスラーム共和国とブッシュ政権」国立民族学博物館地域研究企画交流センター『地域研究』第6巻第1号（2004年）、109-118頁、ISSN 13495038
- 松永泰行「序論 国際政治のなかの中東―研究の視座と課題―」『国際政治』第2005巻第141号、日本国際政治学会、2005年、1-9,L5、doi:10.11375/kokusaiseiji1957.141_1、ISSN 0454-2215、NAID 130004303415。
- 松永泰行「危機に瀕するイスラーム法学者の統治 (特集 イラン--革命から30年目の危機)」『アジ研ワールド・トレンド』第15巻第10号、日本貿易振興機構アジア経済研究所、2009年10月、16-18頁、ISSN 13413406、NAID 120006946873。
- 松永泰行「イランの戦略文化と覇権問題―原則的抗米姿勢と抑止力追求の背景」『国際政治』第2012巻第167号、日本国際政治学会、2012年、167_42-56、doi:10.11375/kokusaiseiji.167_42、ISSN 0454-2215、NAID 130004958652。
- 松永泰行「ロウハーニー後のイランとバイデン政権―対イラン制裁とイラン核合意の行方 (アメリカの政権移行と中東国際関係)」『国際問題』第702号、日本国際問題研究所、2021年8月、32-39頁、ISSN 0452-3377、NAID 40022681128。

## その他の活動
・学部生時代は軽音楽部（ジャズ研）に所属。大学院中退後、アケタの店（昼の部）、新宿ピット・イン（朝の部）、市川りぶるなどでトリオ演奏。
・1991年の湾岸戦争直後に自主制作のCDをリリースした。
・ニューヨーク大学留学中の1995～1996年頃、イースト・ヴィレッジの日本食レストランで週に一回、ジャズ演奏（ベースとのデュオ）をしていた。